# Santamartamierpitta
De santamartamierpitta (Grallaria bangsi) is een zangvogel uit de familie Grallariidae (mierpitta's). Deze vogel is genoemd naar de Amerikaanse zoöloog Outram Bangs.

## Verspreiding en leefgebied
Deze soort is endemisch in noordelijk Colombia.

## Status
De grootte van de populatie is in 2016 geschat op 19.000 volwassen vogels. Omdat het verspreidingsgebied klein is en de aantallen acteruitgaan is op de Rode lijst van de IUCN de status kwetsbaar.